# Coscinocera joiceyi
Coscinocera joiceyi är en fjärilsart som beskrevs av Eugène Louis Bouvier 1927. Coscinocera joiceyi ingår i släktet Coscinocera och familjen påfågelsspinnare. Inga underarter finns listade i Catalogue of Life.